# Amornthep Maundee
Amornthep Maundee (thailändisch อมรเทพ เมืองดี, * 27. Oktober 2002) ist ein thailändischer Fußballspieler.

## Karriere
Amornthep Maundee stand bis Ende 2020 beim Amateurligisten Chiangmai Dream FC in Chiangmai unter Vertrag. Im Januar 2021 wechselte er zum Zweitligisten Chiangmai FC. Sein Profidebüt gab er am 21. Februar 2021 im Heimspiel gegen den Ranong United FC. Hier wurde er in der 87. Minute für Apisit Sorada eingewechselt. Am Ende der Saison 2023/24 belegte er mit dem Klub den vierten Tabellenplatz und qualifizierte sich somit für die Aufstiegsspiele zur ersten Liga. Hier konnte man sich jedoch nicht durchsetzen. Nach insgesamt 51 Ligaspielen wechselte er im Sommer 2024 zum Zweitligaaufsteiger Bangkok FC. Nach einer Spielzeit, in der er 29 Ligaspiele bestritt, wechselte er im Sommer 2025 zum Erstligisten Uthai Thani FC nach Uthai Thani.